# James Cochran (Politiker, 1769)
James Cochran (* 11. Februar 1769 in Albany, Provinz New York; † 7. November 1848 in Oswego, New York) war ein US-amerikanischer Jurist und Politiker. Zwischen 1797 und 1799 vertrat er den Bundesstaat New York im US-Repräsentantenhaus.

## Werdegang
James Cochran wurde in Albany geboren und wuchs während der britischen Kolonialzeit auf. 1788 graduierte er am Columbia College (heute Columbia University) in New York City. Er studierte Jura und erhielt seine Zulassung als Anwalt. Cochran verpflichtete sich in der US Army und Präsident John Adams ernannte ihn zum Major. Zwischen 1796 und 1820 war er Regent an der University of the State of New York. Politisch gehörte er der Föderalistischen Partei an.
Bei den Kongresswahlen des Jahres 1796 wurde Cochran im zehnten Wahlbezirk von New York in das damals noch in Philadelphia tagende US-Repräsentantenhaus gewählt, wo er am 4. März 1797 die Nachfolge von William Cooper antrat. Er schied nach dem 3. März 1799 aus dem Kongress aus.
Zwischen 1814 und 1818 saß er im Senat von New York. 1826 zog er nach Oswego. Am 27. September 1841 wurde er zum Postmeister ernannt – eine Stellung, die er bis zum 21. Juli 1845 innehatte. Cochran war mehrere Jahre lang Redakteur der Oswego Democratic Gazette. Er verstarb am 7. November 1848 in Oswego und wurde dann auf dem Riverside Cemetery beigesetzt.